# Chamaecrista dawsonii
Chamaecrista dawsonii là một loài thực vật có hoa trong họ Đậu. Loài này được (Cowan) H.S.Irwin & Barneby miêu tả khoa học đầu tiên.